# Bayerische Brauerei Kaiserslautern
Die Bayerische Brauerei Kaiserslautern (kurz: BBK, auch Bayrische Brauerei Schuck-Jaenisch AG) war eine Brauerei in Kaiserslautern. Das Bier der BBK war im Bereich der Westpfalz, aber auch in der Vorderpfalz weit verbreitet. Mittlerweile wurden die Produktionsgebäude in der Kantstraße Kaiserslauterns abgerissen.

## Geschichte
- 1853 Bayrische Brauerei Schuck-Jaenisch AG Kaiserslautern gegründet[2][3]
- 1871 Brauerei Carl Schuck
- 1900 Brauerei Philipp Schuck
- 1921 Brauerei Carl Schuck GmbH
- 1960 Bayrische Brauerei Schuck-Jaenisch AG
- 1993 Verkauf an die Binding-Brauerei und Schließung